# 晚清石印畫報

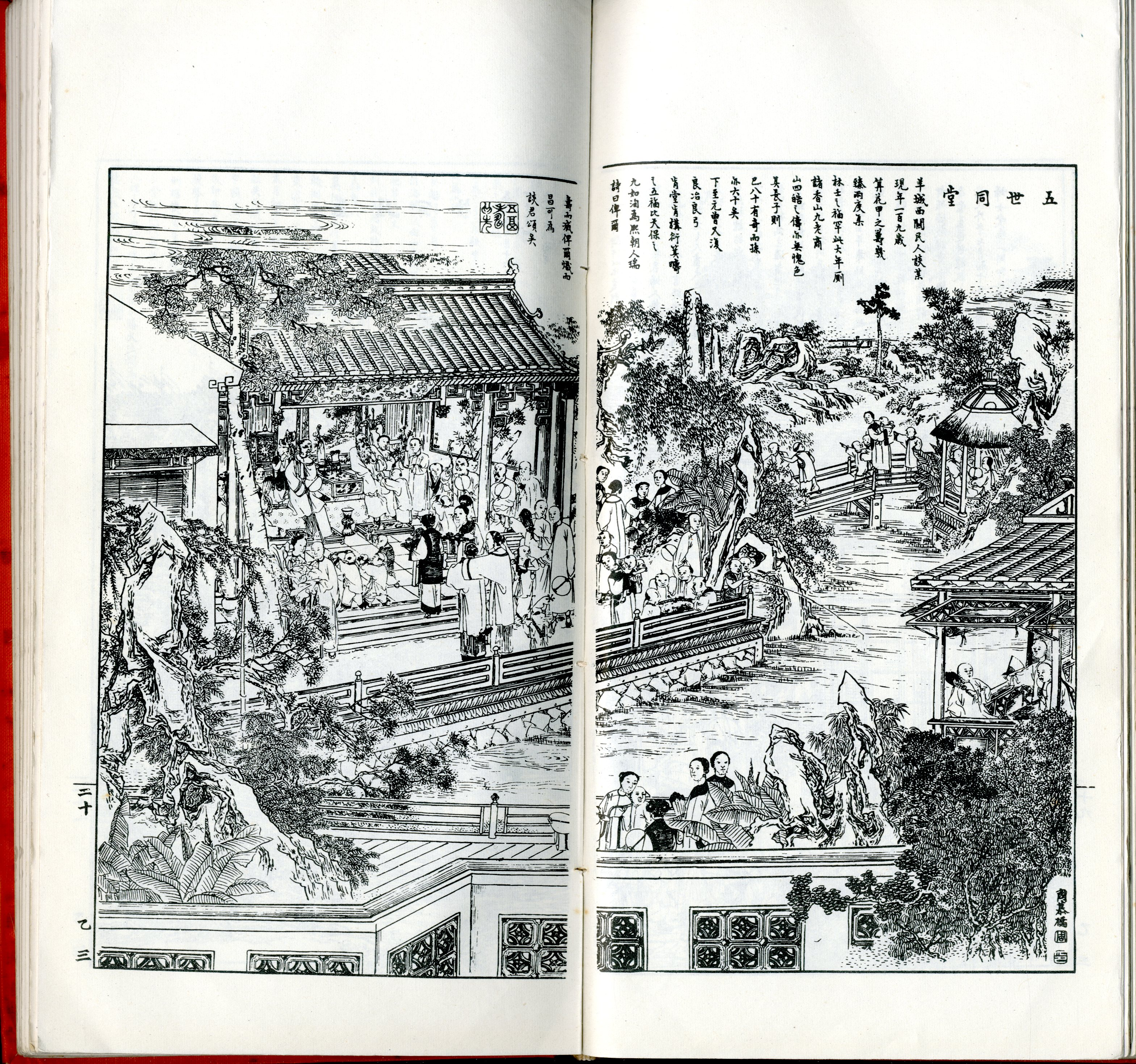
點石齋畫報「五世同堂」

晚清石印畫報為十九世紀末，清朝光緒年間石版印刷術傳入中國之後興起的一種特殊出版形式。在此類型中出現了如上海的點石齋畫報、天津的醒俗畫報等著名出版物，向中國的大眾以版畫的形式介紹當時東西方的奇聞新知。

## 背景
在石版印刷術引進中國，畫報出現之前，中國早已出現過許多圖文並茂的文獻資料，在清葉德輝《書林清話》中便有提到
|  | 吾謂古人以圖、書並稱，凡有書必有圖。《漢書·藝文志·論語家》有《孔子徒人圖法》二卷，蓋孔子弟子畫像。《武梁祠石刻七十二弟子像》，大抵皆其遺法。而《兵書略》所載各家兵法，均附有圖。……晉陶潛詩云「流觀山海圖」，是古書無不繪圖者。顧自有刻板以來，惟《繪圖列女傳》尚存孤本。 |

然而，隨著許多作品沒能流傳至今，像是山海圖，圖像也仍為補充說明文字的角色，並沒有獨立敘事的功能。就技術層面來說，在石版印刷術之前，有許多包含圖文並茂的文獻資料是運用雕版印刷術來製作，最早可追溯至唐咸通9年的《金剛經》，而後元明的雕版插圖書籍也是如此。到了元明後圖像越來越具有獨立性，在印刷術引進後，製作書籍插畫的過程不再如此繁複，畫師也更能獨立作畫。畫報的出現使圖像的地位大大提升，之後以圖像為主文字為輔為目標的點石齋畫報出現後，大家所關注的已並非文字，而是圖像本身，以圖像來傳遞新知時事，文字只是輔助的工具。:90-98

## 技術
石版畫技術最早由捷克裔德國人阿羅斯·塞尼菲爾德（Alois Senefelder）於1798年發明， 當時由於銅版印刷過於昂貴，便改用巴伐利亞所出產的石灰石做為刻寫版畫的材料，而石版本來是他調至油墨的工具，在一個偶然的情況下，他的母親要求他寫下洗衣清單，但身邊的紙墨用罄，只好使用他調製的修正液（由黃臘、肥皂、黑色顏料與水組成）寫在石版上，後來好奇之下倒了一些硝酸在上面；由於修正液有抗腐蝕成分，字跡便凸起，此便為以石板用於印刷的開端。
而中國於鴉片戰爭後的1843年開始在上海開設印刷聖經相關書籍的墨海書館，並於1877年於滬開設點石齋印書局，該書局使用的是手搖石印機。製版方面，賽尼菲爾德認為最好用的是德國產的石印石，因此於清末民初間曾大量進口德國石材用於印刷，在挑選好石材並磨製完成後，便以油性鉛筆繪製；繪製完成並刷上一層阿拉伯膠（中國通常以桃膠替代後，再塗上滑石粉與松香；並以pH值3.5的硝酸倒在石板上，以海棉擦拭乾淨後便能滾墨印刷。

## 風格
石版畫報融合中國傳奇小說中雕版插圖的手法還有西方透視法，另外也運用了外國畫報喜歡現實社會生活的描繪，例如: 點石齋畫報創辦者吳友如因為曾擔任宮廷畫師，畫風可能會受清初宮廷畫師的郎世寧影響，融合西方透視法，畫中構圖整齊嚴謹，線條乾淨俐落，人物的表情也細膩的呈現，展現了中西畫風融合的樣貌。 

## 時期
整體而言，晚清石印畫報的出版時期介於19世紀70年代中期，至20世紀20年代初期之間。根據畫報的創辦過程、畫報的多樣性可以分為三個時期。
- 萌芽期（1875年－1880年）：

在石印畫報之萌芽時期，許多畫報都是由傳教士引進技術並創辦編輯。
例如：寰瀛畫報、小孩月報、花圖新報。
- 繁榮期（1884年－1913年）：

此時期以中國人自編為大宗，此時期出現了著名報刊如點石齋畫報、飛影閣畫報等，在京廣滬等地各式畫報林立。
- 衰落期（1914年－1920年）：

在此期間，銅鋅版技術的興起，使得印刷書籍更為方便有效率，印刷品質的提升也使圖像更為清楚，因此逐漸取代了石版印刷，石版畫報漸漸衰落，銅鋅板畫報隨之崛起。 

## 種類
在此列舉著名晚清石印畫報於下，按照畫報之出版地點分類。其中上海申報館出版之點石齋畫報，為此一類別中最有影響之出版品，提供了當時中國人民了解東西方新知奇聞的一個新途徑，因此另列於類別之前。

### 點石齋畫報

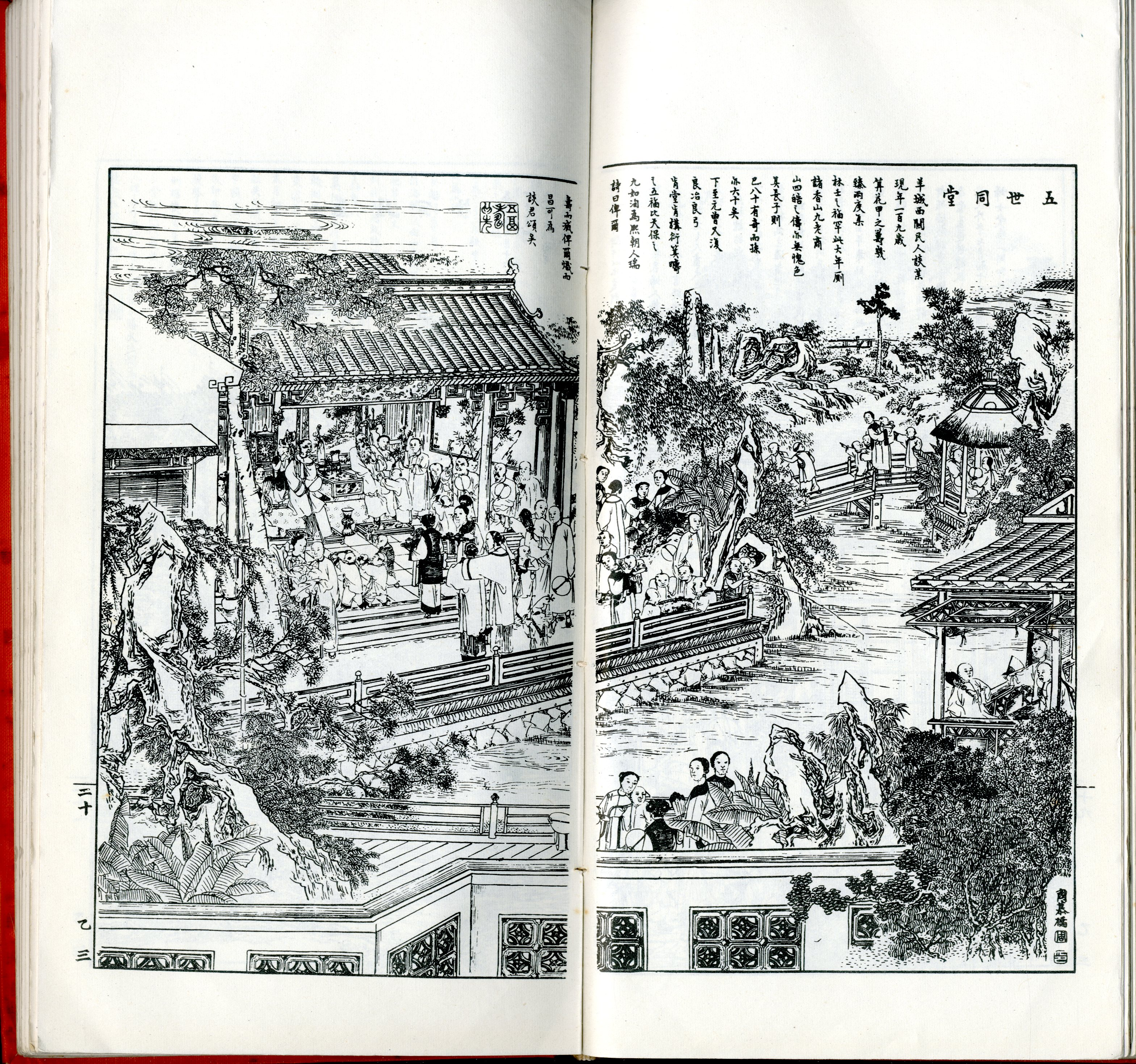
點石齋畫報「五世同堂」

由英國旅滬商人美查（Ernest Major）於1884年5月8日創辦，1898年停刊，共出版44部528冊。畫師以吳友如為首，尚有金蟾香、張志瀛、田子琳等人。:90-98

### 其他畫報
清末民初，新聞媒體仍處於剛萌芽階段，且無論是京、滬或廣，各地的語言文化都不相同，因此尚未有全國性的媒體存在，地域性的區隔便很明顯，如北京是朝廷之所在，政府對於京師及華北各省便容易控制，常常可以看到報館被查封的消息；上海地區發行的畫報，其特色在於對於西洋傳來之事物有相當詳盡的描述；而廣州由於天高皇帝遠，報界的反政府傾向強烈，在辛亥革命尚未爆發前，對於南方的革命事件有時甚至持支持態度。
以下以上海、北京、廣州為例介紹各個畫報之特點：

#### 上海
- 《飛影閣畫報/冊》：由原點石齋畫報之繪師吳友如於1890年所創，1893年改成畫冊，半年後逝世。改報為冊之原因可能為畫家之自尊心，內容多為描繪晚清滬上女性之娛樂及工作，有重回仕女畫傳統之意味；除此之外，尚有歷史人物如謝道韞、木蘭等。[9]:11-33
- 《時事報館戊申全年畫報》：如同點石齋畫報屬於大規模且保存完整者，類似於裝訂成冊以供人收藏之報紙，內容有小說、鳥獸蟲魚草木範本，喻意畫及新聞畫。這些報導以文為主，以圖為輔；雖然不精美，但報導之人事時地相當精確。[9]:230-250

- 《時事報圖畫旬報》：發行於1909年2月至5月，主要介紹中外名勝，並無新聞性可言，偶而會有仕女圖出現。[9]:251-269

- 《圖畫日報》：1909~1910年發行，該報比較特殊的部分為繪圖小說、新戲劇、及世界歷史人物圖畫等。[9]:270-280

- 《神州畫報》：1909年創辦，內容常可見妓女之生活百態，因離京城遠，對於瀆職的官僚也抱持嘲諷的態度。[9]:292-310

- 《民呼日報圖畫》：由于右任於1909年於上海租界創辦，主要畫師為張聿光、錢病鶴，另外蘇曼殊偶爾也會為該報繪畫，除了表彰新式學堂之創設，該報也會對新學堂創設後學生的種種亂象做出批判；政治諷刺漫畫中最有名者為錢病鶴所繪的《各國聯合燈籠大會》。[9]:311-321

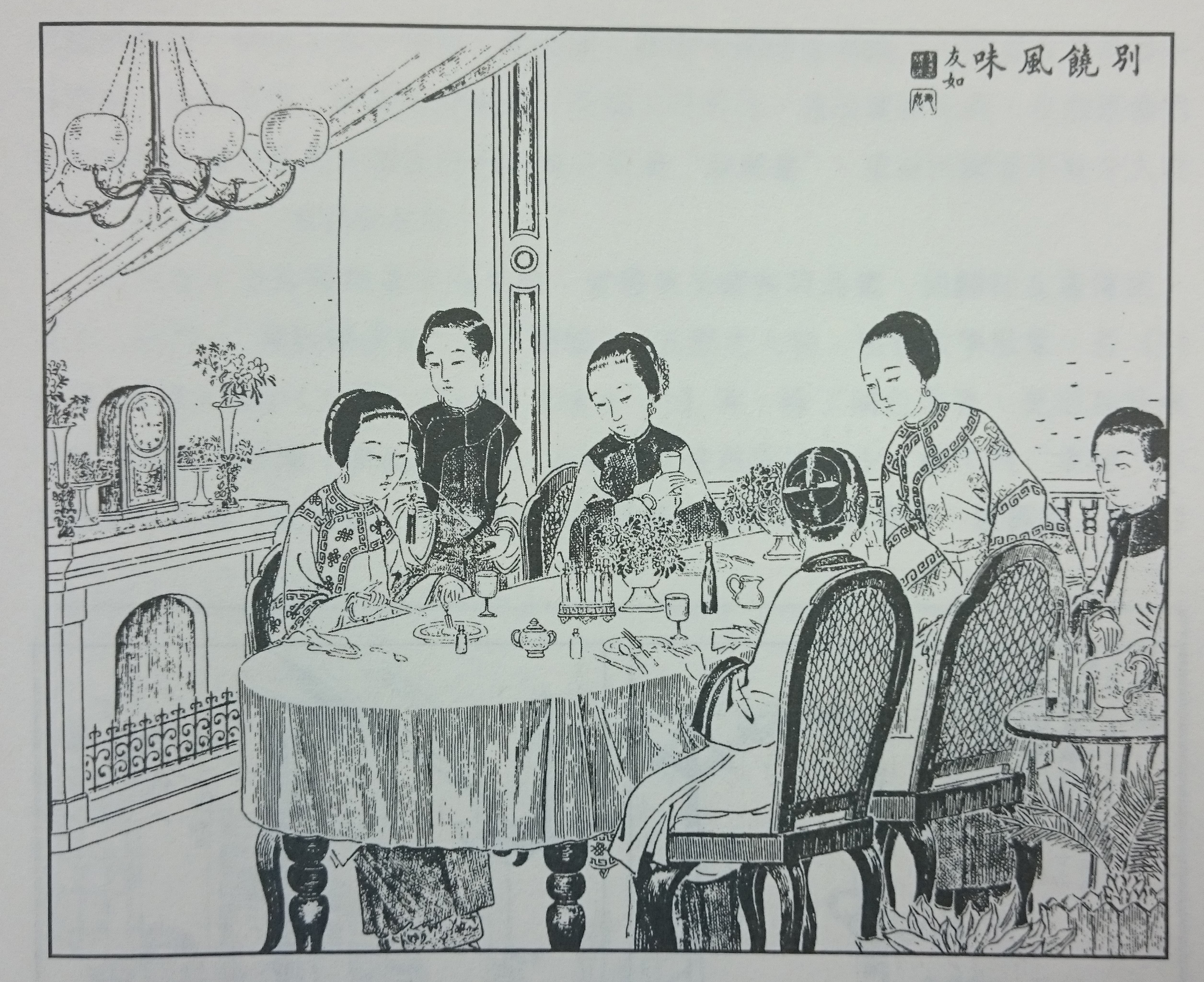
《飛影閣畫報》
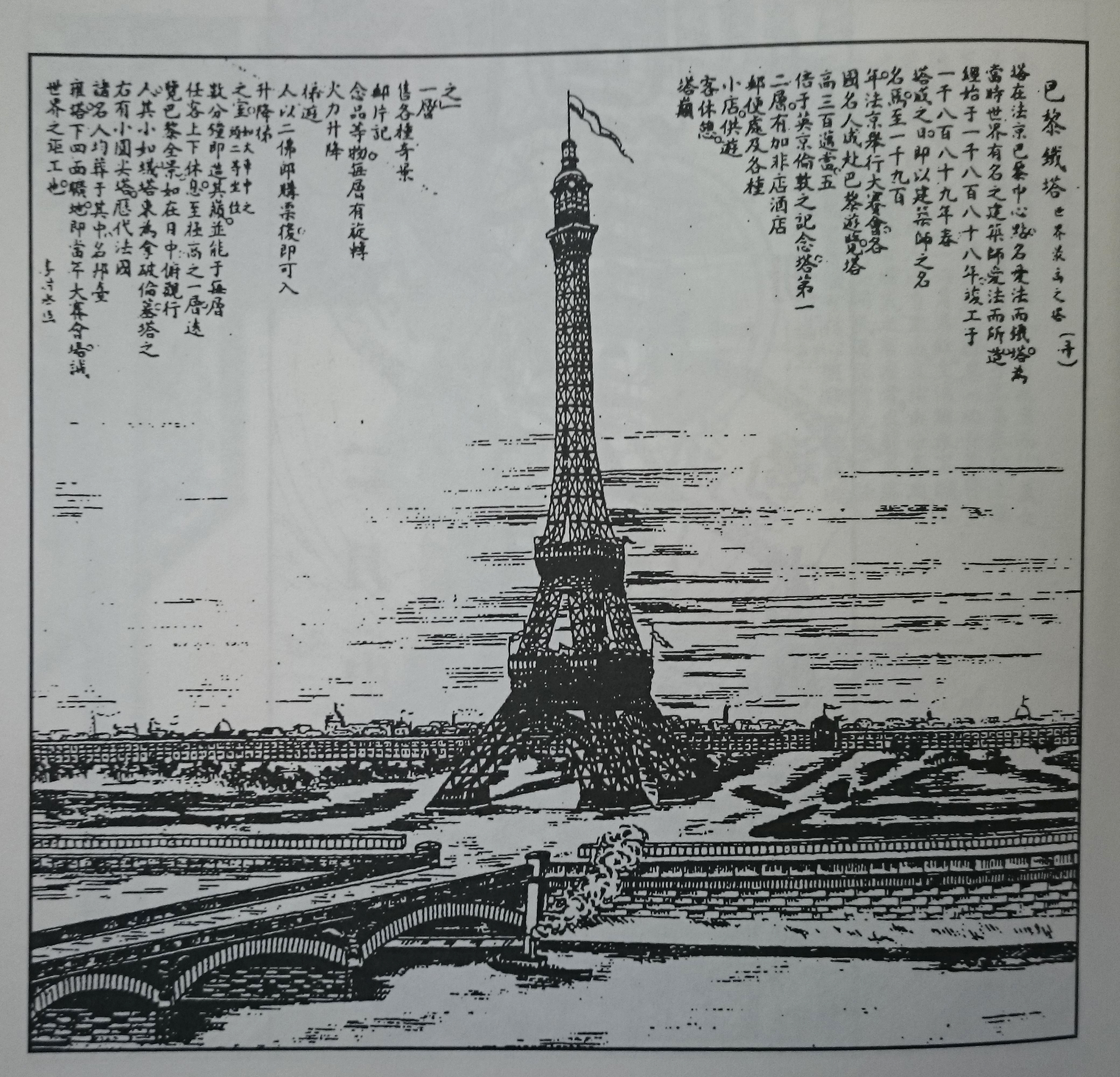
《時事報圖畫旬報》
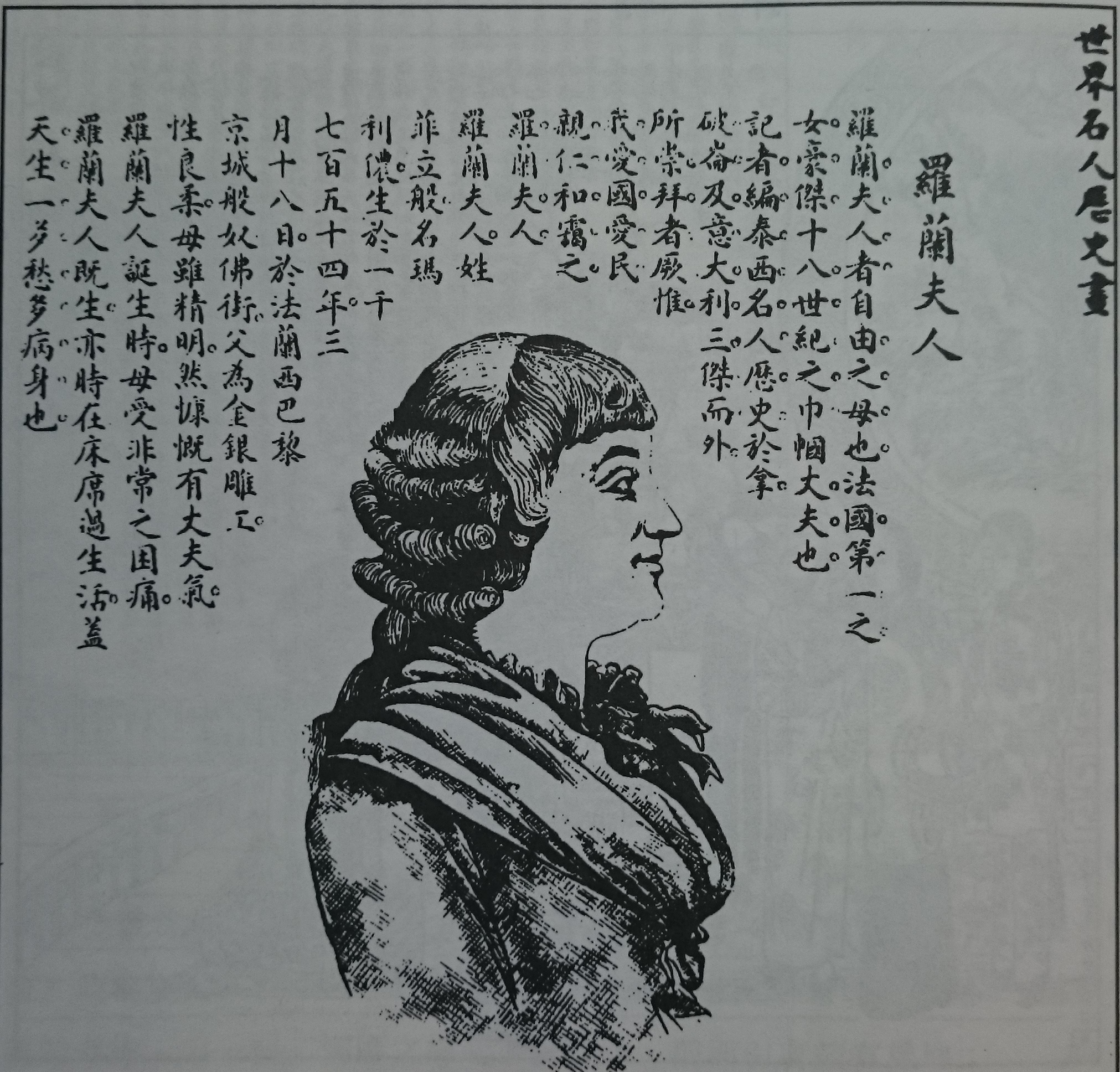
《圖畫日報》
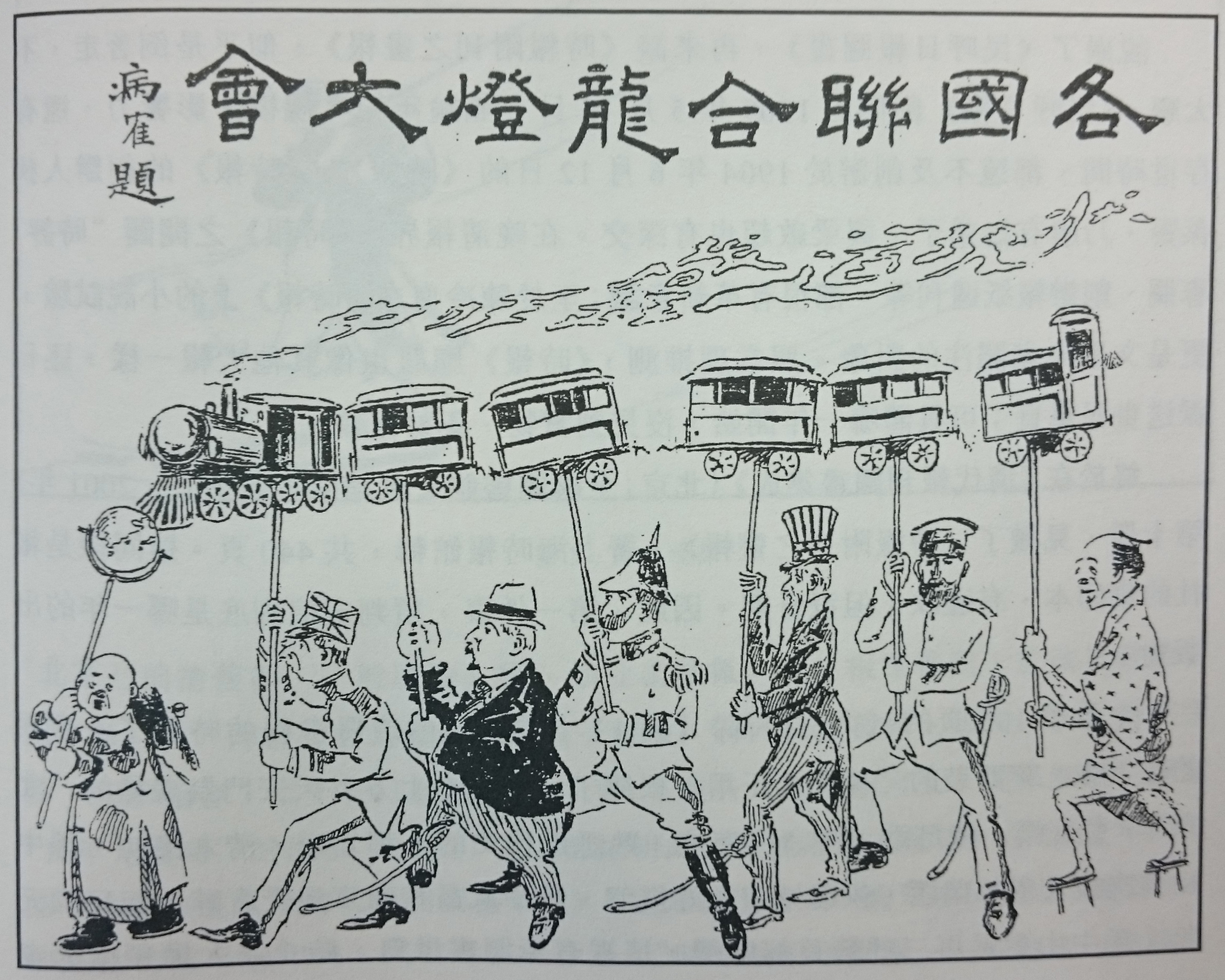
《民呼日報圖畫》

#### 北京
- 《啟蒙畫報》：1902年所創，為北京第一份畫報，不過是以文字為主圖畫為輔，作為兒少讀物，目的為將枯燥的學科問題轉化為有趣的內容。另外也點出傳統中國教育採用逼迫方式教學的弊病。[9]:34-49
- 《北京(時事)畫報》：創辦於1906年，因位於北京，著重於探討社會百態，而對於政治事件不太做評論；唯一具有政治色彩的是清朝末年的立憲運動，不過圖畫內容除了具有廣告色彩，也不符事實，該報之相關報紙因為被控妄議朝政而關閉。除此之外該報對於教育、風俗之革新較為注重，並批判部分傳統諸如腐化人心的戲曲及宗教迷信等等。[9]:86-111

- 《星期畫報》：1906年8月創辦，內容除了連載小說，主體為畫報，以圖為主以文為輔，畫報除了報導北京的時事，也常常描繪火災及開會的場面。[9]:112-131

- 《開通畫報》：分為新、舊兩期，分別於1906及1910兩年出版，該報宗旨在於給予文盲精神食糧，因此其在《說本報的宗旨》對於啟蒙一詞便有上智下愚之詮釋。此外，該報常常使用置入性行銷的方式宣揚報紙，對象常常為妓女、乞丐等人對於本報愛不釋手之報導。[9]:133-153

- 《益森畫報》：1907年創辦，但不到一年即停刊。政治立場比上海廣州的畫報溫和許多，且常常報導社會上的小事，但作者見微知著，畫報中往往能見到中國在轉型為現代化國家中產生的衝突。[9]:196-203

- 《日新畫報》：1907年創刊，除了如同益森畫報講述社會事件，偶而也有古人的圖畫出現，如畫報便將韓愈的諫迎佛骨視為破除迷信很重要的例子。[9]:204-229

- 《正俗畫報》：因為其為八頁日刊，精細度不如日新畫報，除了畫報，也有刊載過政治諷刺漫畫。[9]:204-229

- 《醒世畫報》：1909年創辦，只持續3個月便停刊，創辦人李菊儕認為婦孺喜好將目光集中在仕女圖，因此報上也刊載了許多相關圖片，以藉此吸引不識字的客群。[9]:281-291

- 《燕都時事畫報》：辦於1909年，雖然其目標為報導京城之教育及風俗，但實際上報導則注重北京的奇聞軼事。[9]:292-310

- 《淺說(日日新聞)畫報》：實際發刊時間無法推算，但約略於辛亥革命前後出版，革命前畫報內容主要是仕女畫及北京的社會事件；之後便多有報導推翻政府的暗殺事件及南北兩軍的對立；另外，畫報也常將女性即戰爭結合，如《戰時赤十字會起矣》即《上海娘子軍》等等。[9]:335-356

- 《菊儕畫報》：創於1911年10月22日，離武昌起義的時點極為接近，因此創刊不久便有革命相關的圖畫出現，例如北京受到革命影響而社會秩序崩潰、或是巡警一見到疑似革命黨人便隨意抓人等等；由於當時資訊混亂，該報並無明顯親清政府或是親革命軍的立場。[9]:357-386

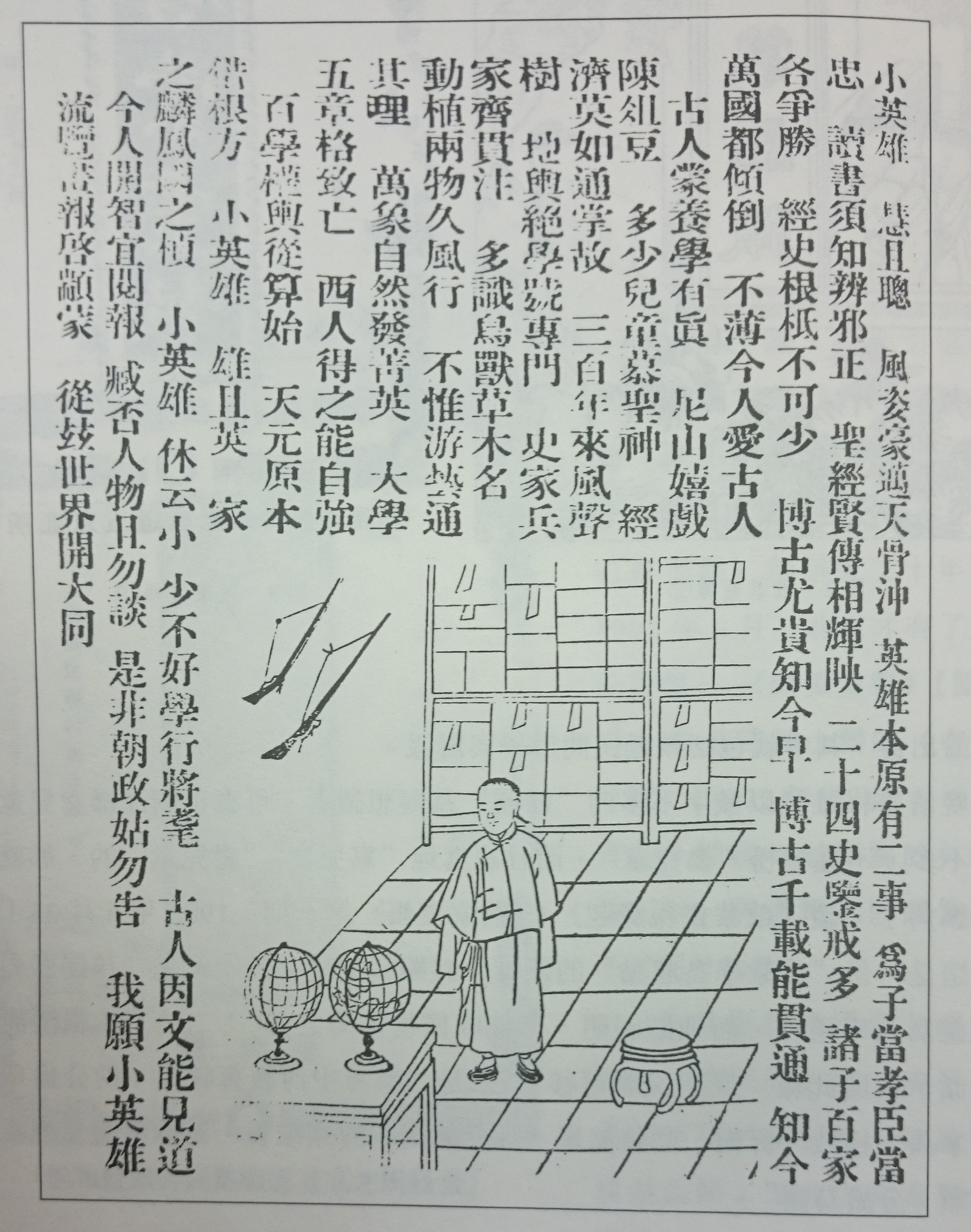
《啟蒙畫報》
《星期畫報》
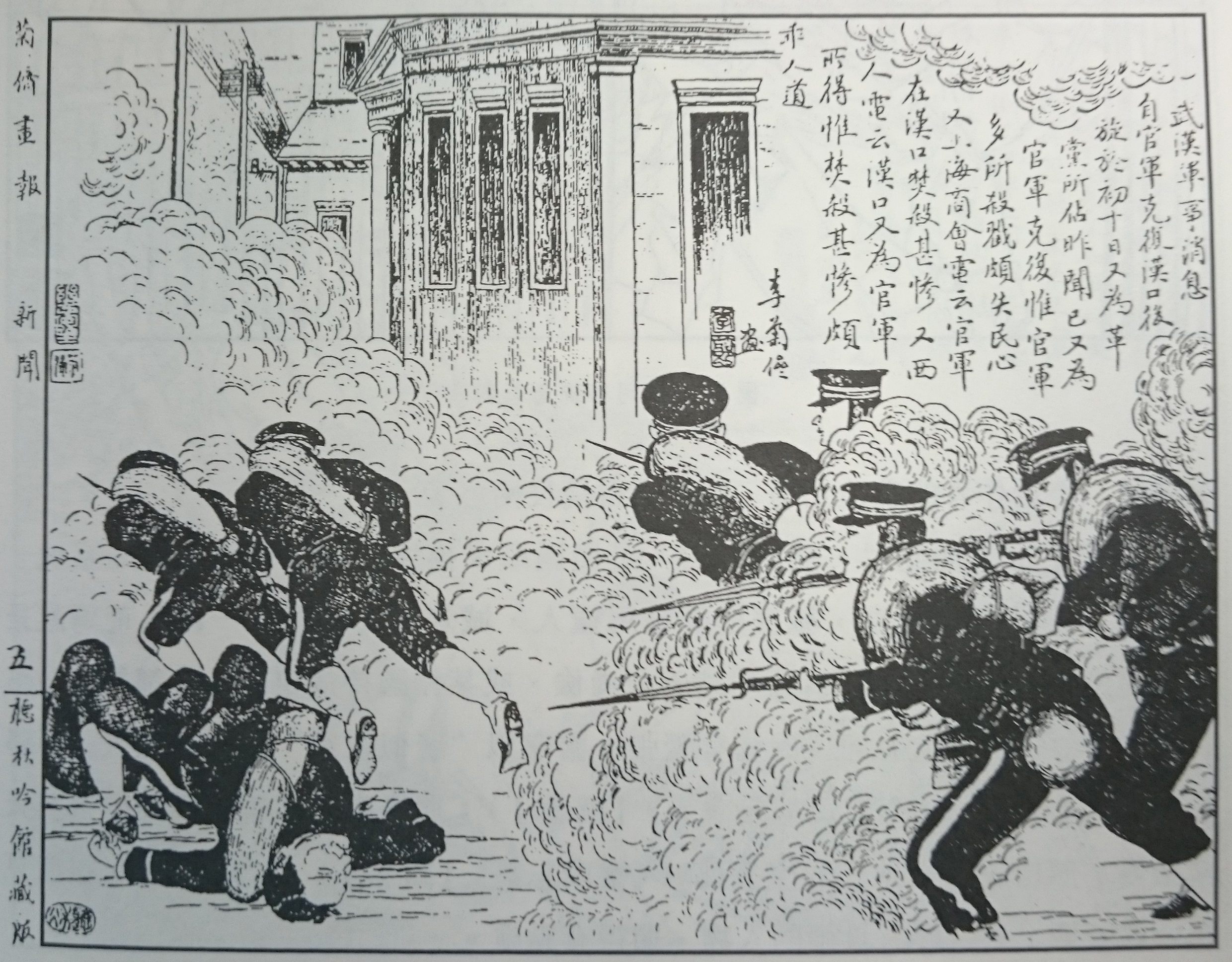
《菊儕畫報》

#### 天津
- 《人鏡畫報》：1907年辦於天津日租界，具有明顯地方特色，對於天津當地人看戲的態度抱持批判立場；其特色除了一般晚清常見的畫報，也有所謂諷畫、諧畫、喻畫、時諧等稱謂的政治諷刺漫畫，例如該報常有描述晚清新知識及制度尚處於起步階段，但仍不時遭到舊勢力阻撓的情況。[9]:154-168

- 《醒俗畫報》：1907年創辦，隔年改為醒華畫報，並於1910年與醒華日報合併，主旨一樣在於破除迷信，倡導新風俗，但由於頻繁出刊，圖畫品質較為粗糙，且往往與文字不太有關聯。[9]:169-195

#### 廣州
- 《時事畫報》：1905~1910年發行於廣州香港兩地，鼓吹推翻清廷之革命，例如描繪秋瑾事件；而在其創刊詞上，該畫報表是其重金禮聘許多名畫家作畫，顯示了畫家之地位顯然比記者重要；然也因此該畫往往有許多不相干之山水花鳥畫在其中。[9]:50-67

- 《賞奇畫報》：1906年發行，除花鳥畫，主要是介紹廣州社會之事件，例如運動會、募款等，但也偶而對於政府有所批判，例如火車開通後官員之濫權；或是雖然認為女子有受教權，但對於女工罷工事件抱持保守心態。[9]:68-85

- 《平民畫報》：1911年創刊，1912年改為《廣州時事畫報》；由於當時革命氛圍高漲，畫家在畫中已有明顯的反政府性質，如潘達微的《焚攻督署》；以及描述清朝官軍對於百姓的殘暴《龍山演戲》。[9]:357-386

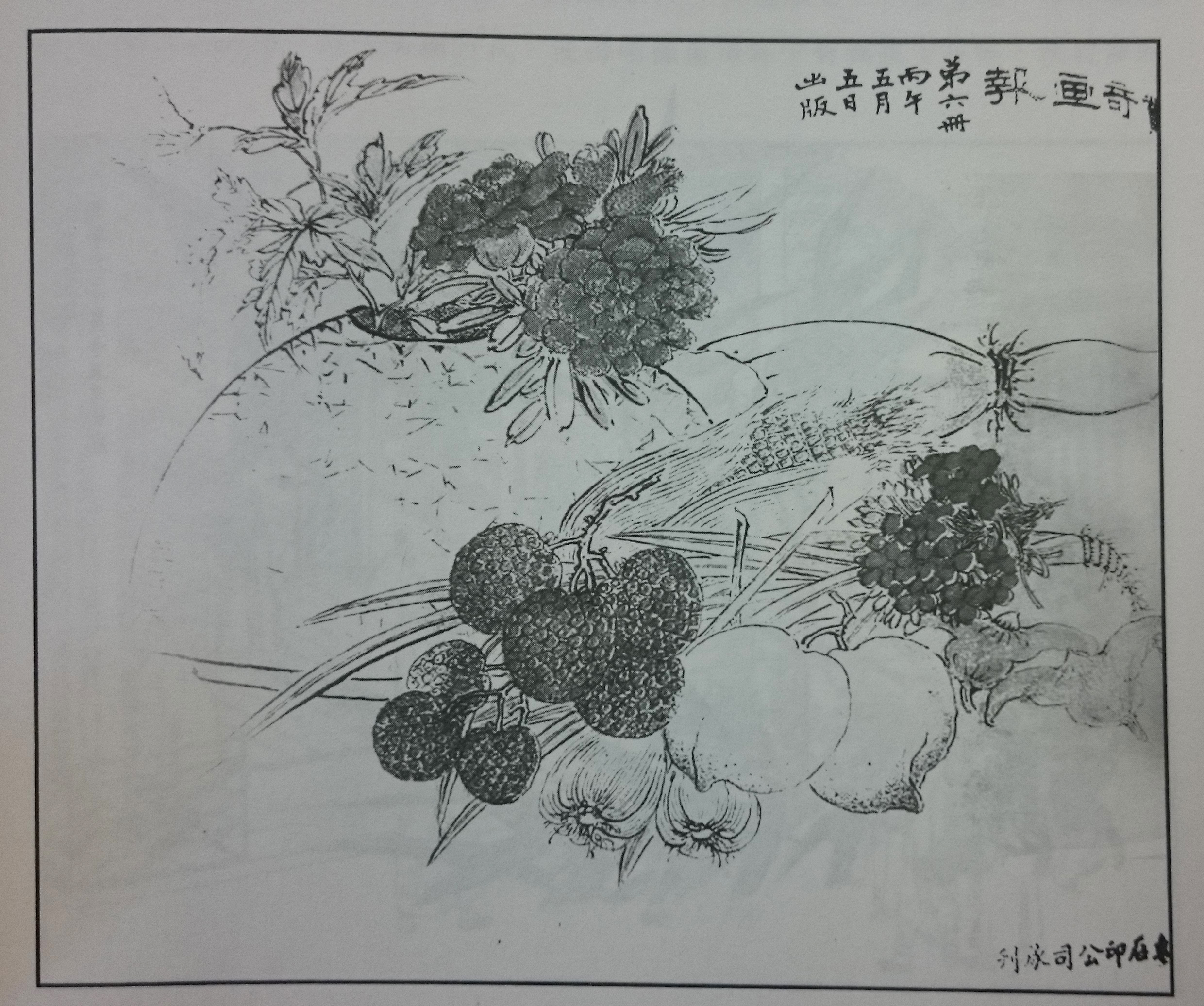
《賞奇畫報》

### 廣告類
- 《時報》附刊之畫報：1904年所創，其創辦人為康有為弟子。內容中也有仕女圖，不過其特色在於工商廣告，由於晚清意識到中國若要變革必須要有女性的參與，因此其他畫報中常常見到對於女性學習及騎馬的褒揚；該報之工商廣告藉由此種宣傳女權之氛圍，將銷售製襪機與女權運動連接在一起，另外在銷售留聲機時，便強調留聲機也可用於授課，類似於今日補習班的函授課程。[9]:322-335

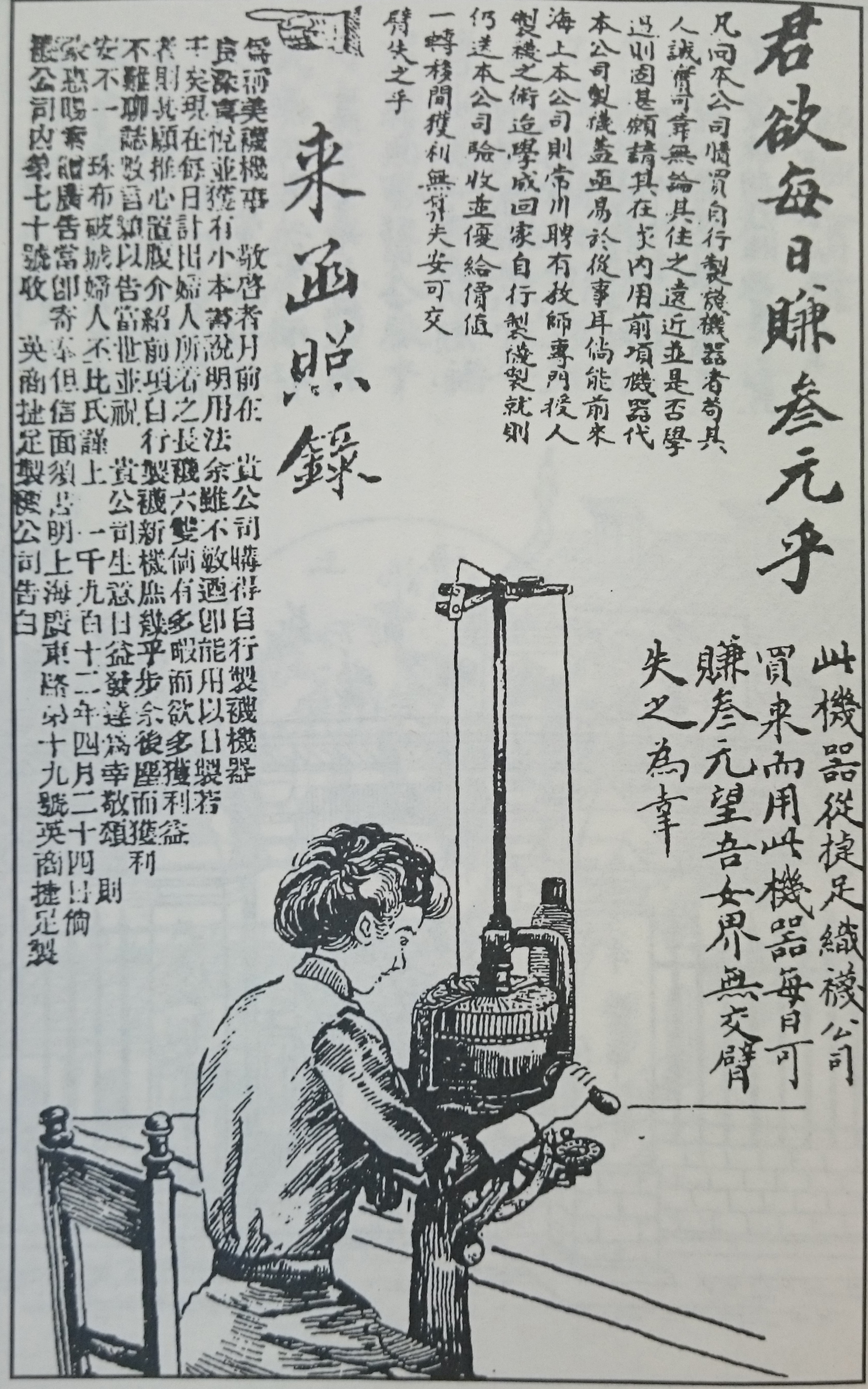
《時報》附刊之畫報中的製襪機廣告

## 特點及價值
1. 畫報創辦者的轉變: 最早是由傳教士創辦，到後期有許多中國人自編的畫報出現，例如:吳友如的點石齋畫報及飛影閣畫冊/報
2. 展現圖畫一定的功用，圖文並茂的影響力：
不論是文字為主圖為輔，或者是圖為主文字為輔的畫報，都在傳達思想給民眾上，比起純文字更具力量，而且能更生動地描繪實物。
3. 印刷技術的增進：
石印畫報→銅鋅板畫報→影寫凹版畫報
4.傳遞新知和時事更為快速方便：
有別於雕版印刷，石印技術的出現省力也省時了許多，能更快速的將新知傳遞給民眾。
5. 諷刺漫畫的先驅:
繁榮期時，由於政治上動盪不安，出現許多畫報批評滿清政府，這樣以圖像暗諷的方式替近代諷刺漫畫開啟了一條道路。